# Südsudanesische Patriotische Bewegung
Die Südsudanesische Patriotische Bewegung (englisch: South Sudan Patriotic Movement (SSPM)) ist eine politische Gruppierung im Südsudan, die im April 2017 als Oppositionsbewegung gegen den amtierenden Staatspräsidenten Salva Kiir gegründet wurde. Zur Zeit ihrer Gründung lag die Hochburg der Organisation in der hauptsächlich von Dinka bewohnten Provinz Northern Bahr el Ghazal.
Gründer und Vorsitzender der SSPM ist der Politiker Costello Garang Ring Lual, ein Angehöriger des Volkes der Malual-Dinka und Sohn des einflussreichen Stammesführers Ring Lual Dau.
Die SSPM setzt sich u. a. aktiv für die friedliche Überwindung tribalistischer Gegensätze sowie für eine harmonische Einbindung ethnischer Traditionen in die staatlichen Rechts- und Verwaltungssysteme ein.
Die SSPM setzte sich nach dem Südsudanesischen Bürgerkrieg (2013–2018) für einen Prozess der Verständigung zwischen der Opposition und der amtierenden Kiir-Regierung zugunsten eines nachhaltigen Friedensprozesses ein.
In diesem Sinn spielt die SSPM eine wichtige Rolle als Mitglied der 2018 gebildeten South Sudan Opposition Alliance (SSOA).
Im Februar 2020 unterstrich Staatspräsident Salva Kiir die Bedeutung der SSPM mit der Berufung des SSPM-Mitglieds Hussein Abdelbagi Akol Agany zu einem seiner fünf Vizepräsidenten.